# لری پرکینز

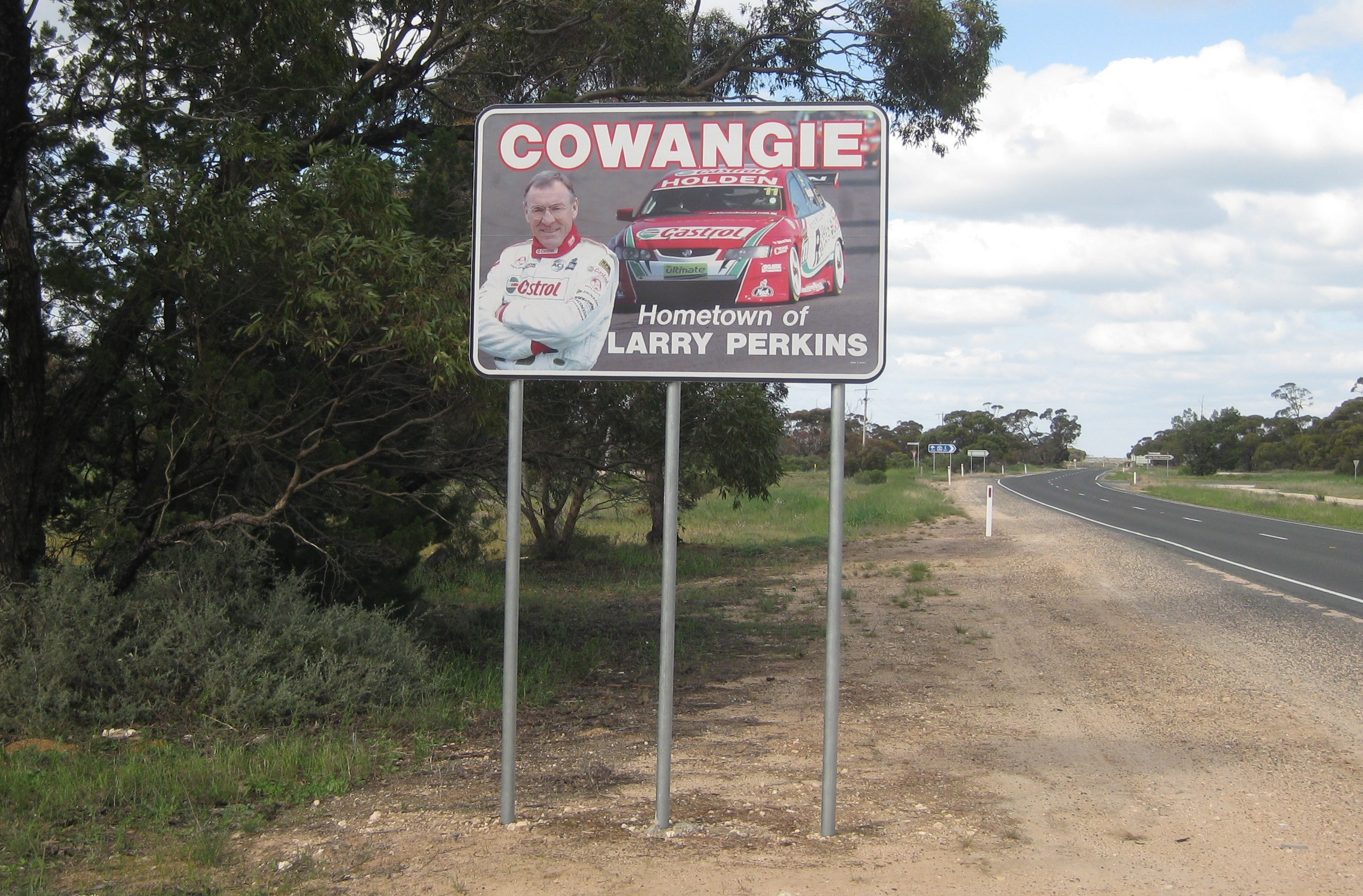
تابلوی معرفی لری کلیفتون پرکینز در ابتدای شهرزادگاهش - ۲۰۱۰

لَری کلیفتون پِرکینز (انگلیسی: Larry Clifton Perkins؛ زادهٔ ۱۸ مارس ۱۹۵۰ در موری‌ویل، ویکتوریا) رانندهٔ سابق مسابقات اتومبیل‌رانی اهل استرالیا است که در فصل ۱۹۷۴، و دوباره از فصل ۱۹۷۶ تا ۱۹۷۷ در مجموع در پانزده گراند پری از مسابقات جهانی فرمول یک شرکت کرد، اما موفق به کسب هیچ امتیازی نشد.